# Australie aux Jeux olympiques d'été de 1928
L'Australie participe aux Jeux olympiques d'été de 1928 à Amsterdam aux Pays-Bas. Dix-huit athlètes australiens, quatorze hommes et quatre femmes, ont participé à 26 compétitions dans six sports. Ils y ont obtenu quatre médailles : une d'or, deux d'argent et une de bronze.

## Médailles
| Médaille           | Nom             | Sport    | Épreuve                       |
| ------------------ | --------------- | -------- | ----------------------------- |
| Médaille d'or      | Bobby Pearce    | Aviron   | Skiff                         |
| Médaille d'argent  | Andrew Charlton | Natation | 400 mètres nage libre hommes  |
| Médaille d'argent  | Andrew Charlton | Natation | 1500 mètres nage libre hommes |
| Médaille de bronze | Dunc Gray       | Cyclisme | Kilomètre                     |

## Sources
- (en) Australie aux Jeux olympiques d'été de 1928 sur olympedia.org
- (en) Australie en 1928 sur SR olympic/sports
- (en) Site officiel du comité olympique australien
- (fr) Bilan complet sur le site du Comité international olympique